# Crawfurdia
Crawfurdia es un género  de plantas con flores perteneciente a la familia Gentianaceae.

## Taxonomía
El género fue descrito por  Nathaniel Wallich y publicado en Tentamen Florae Napalensis Illustratae 63. 1826.

## Especies aceptadas
A continuación se brinda un listado de las especies del género Crawfurdia aceptadas hasta marzo de 2014, ordenadas alfabéticamente. Para cada una se indica el nombre binomial seguido del autor, abreviado según las convenciones y usos.
- Crawfurdia angustata C.B.Clarke
- Crawfurdia bomareoides (Marquand) H.Sm.
- Crawfurdia campanulacea Wall. & Griff. ex C.B.Clarke
- Crawfurdia crawfurdioides (Marquand) H.Sm.
- Crawfurdia delavayi Franch.
- Crawfurdia dimidiata (Marquand) H.Sm.
- Crawfurdia gracilipes H.Sm.
- Crawfurdia lobatilimba W.L.Cheng
- Crawfurdia maculaticaulis C.Y.Wu ex C.J.Wu
- Crawfurdia nyingchiensis K.Yao & W.L.Cheng
- Crawfurdia poilanei Hul
- Crawfurdia pricei (Marquand) H.Sm.
- Crawfurdia puberula C.B.Clarke
- Crawfurdia semialata (Marquand) H.Sm.
- Crawfurdia sessiliflora (Marquand) H.Sm.
- Crawfurdia speciosa C.B.Clarke
- Crawfurdia thibetica Franch.
- Crawfurdia tonkinensis J.Murata ex Hul
- Crawfurdia tsangshanensis C.J.Wu